# Peking-Hankou-spoorlijn

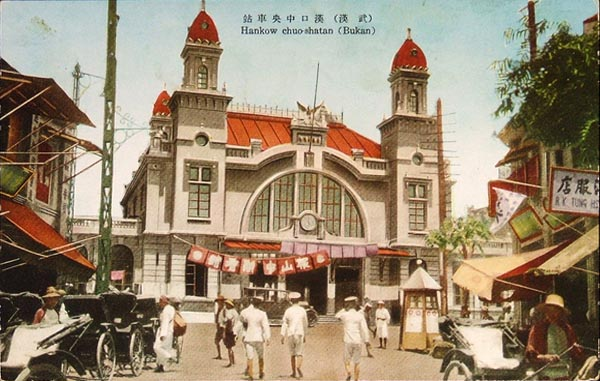
Het oude treinstation in Hankou (1927)

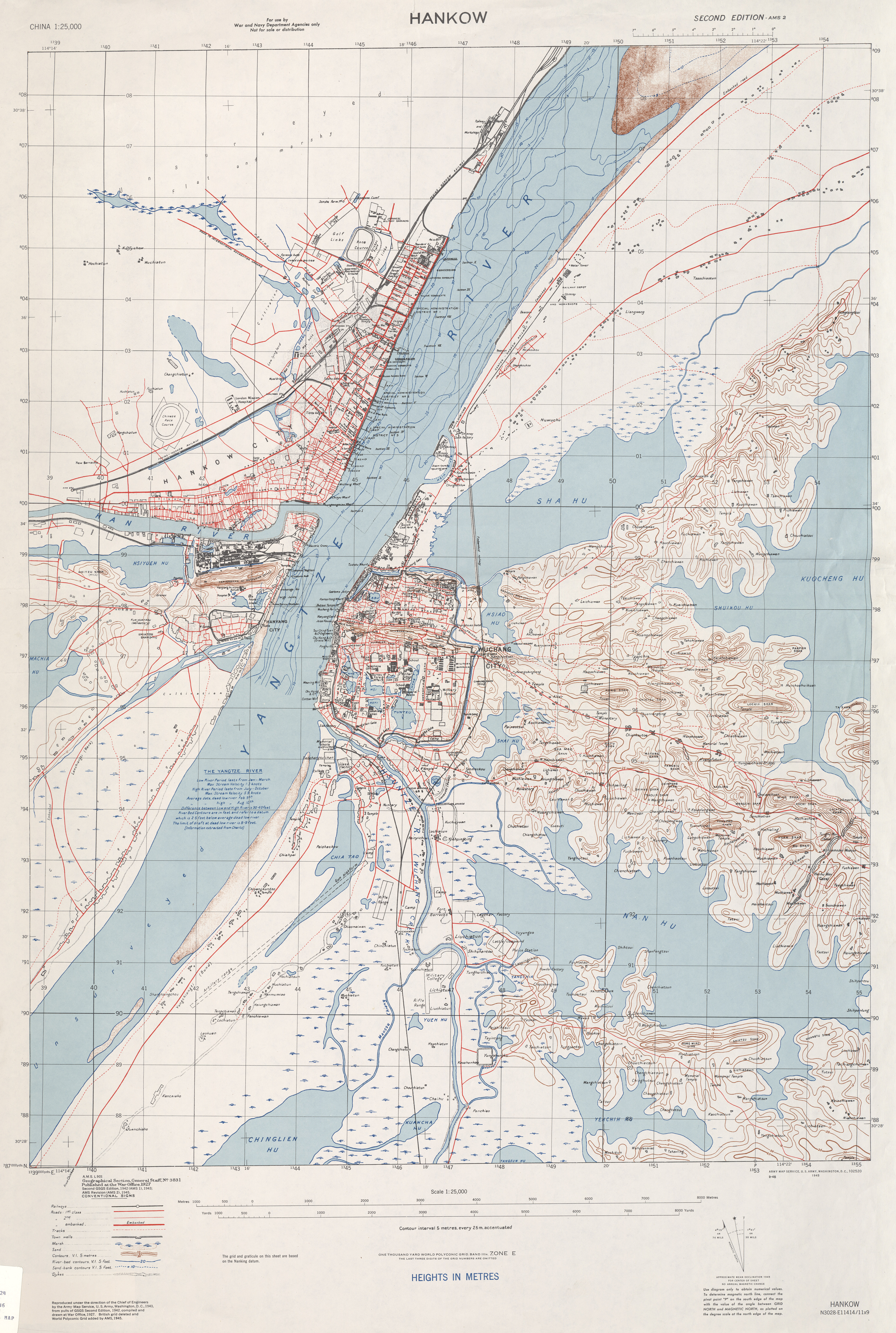
Kaart van Hankou uit 1927. Op de linkeroever is de route van de spoorweg naar Peking ingetekend en op de rechteroever die naar Guangzhou

De Peking-Hankou-spoorlijn of Jinghanspoorlijn verbindt de Chinese hoofdstad Beijing met Wuhan. Hankou ligt aan de noordelijke oever van de Yangtze en is opgegaan in Wuhan.
In 1896 werd een keizerlijke organisatie opgericht om de ontwikkeling van een Chinees spoorwegnet te stimuleren. Diverse buitenlandse partijen werden uitgenodigd om spoorwegen aan te leggen op basis van langdurige concessies. Nadat koning Leopold II de Chinese mandarijn Li Hongzhang door Léon van der Elst naar België had weten te halen, werd het Belgisch-Franse consortium Société d'Étude de Chemins de fer en Chine geselecteerd voor de spoorwegconcessie, tot grote onvrede van de Britten. De belangrijkste deelnemers waren de Generale Maatschappij van België, de Banque de Paris et des Pays-Bas en John Cockerill. 
In 1897 beloofde het consortium 4,5 miljoen pond sterling te lenen voor de aanleg van een spoorweg tussen Peking en Hankou. Nog voor de bouw begon, werd het contract ten gunste van het consortium gewijzigd. In het derde en laatste contract van 26 juni 1898 kreeg het consortium het recht van eerste hypotheek, het gehele beheer van de spoorlijn en 20% van de nettowinst van de spoorlijn.
De Belgische ingenieur Jean Jadot van de Generale Maatschappij vertrok in 1898 naar China om de werken van het consortium te leiden. Op zes jaar tijd werden 1321 km spoorweg aangelegd, naast 125 stations en honderden bruggen, waaronder een 3500 m lange brug over de Gele Rivier.
De Guangzhou-Hankou-spoorlijn werd in 1898 toegekend aan de American China Development Company. De ACDC was in 1895 opgericht om spoor, mijnbouw en andere industriële concessies te behalen in China.
Met de aanleg van beide spoorlijnen werden diverse Chinese provincies die niet aan de kust liggen met elkaar verbonden. Guangzhou was al eeuwen lang een belangrijke havenplaats en met de spoorlijnen kregen de provincies de mogelijkheid hun producten op de wereldmarkt te verkopen.
Het traject tussen Peking en Hankou kwam in 1906 gereed. Ondertussen hadden de Belgen een meerderheidsaandeel gekocht in ACDC. De meeste aandelen in het Belgische bedrijf waren in handen van Franse investeerders en deze beweging dreigde de hele route tussen Peking en Guangzhou onder Franse controle te plaatsen. De grote Franse invloed werd als ongewenst ervaren. In 1908 werd de Chinese Bank of Communications opgericht en samen met de Imperial Bank of China en het ministerie van Financiën werd de lening overgenomen. Per 1 januari 1909 werd de concessie beëindigd en namen de Chinezen de spoorlijn zelf in handen.
Door het ontbreken van een brug over de Yangtze werden de spoorwegwagons met een pont over de rivier naar de zuidelijke oever gezet. Vandaar kon de reis naar Guangdong worden vervolgd. In 1957 kwam de Wuhan-Yangtzebrug gereed waardoor deze omslachtige bootreis niet meer nodig was.